# Eparchie kamjanská
Eparchie kamjanská je eparchie ukrajinské pravoslavné církve Moskevského patriarchátu, jejíž sídlo se nachází ve městě Kamjanske.

## Území a titul biskupa
Zahrnuje správní hranice území města Kamjanske, a také Verchňodniprovského, Krynyčského, Mahdalynivského, Petrykivského, Solonského a Caryčanského rajónu Dnipropetrovské oblasti.
Eparchiálnímu biskupovi náleží titul biskup kamjanský a caryčanský.

## Historie
Eparchie byla zřízena Svatým synodem Ukrajinské pravoslavné církve dne 23. prosince 2010 z části území kryvorižské a dnipropetrovské eparchie.

## Seznam biskupů
- od 2010 Volodymyr (Oračov)